# Gusztáv Zsigmond Kálnoky von Köröspatak
Gusztáv Zsigmond Kálnoky von Köröspatak, född 29 december 1832 i Lettowitz, död 13 februari 1898 i Prödlitz, var en österrikisk-ungersk officer, statsman och greve. Han var  dubbelmonarkins utrikesminister 1881–1895 och allmänt ansedd som den dugligaste på denna post under kejsar Frans Josefs långa regering.
Kálnoky var först officer och blev general 1879. 1874–1879 var han österrikisk minister i Köpenhamn, 1880–1881 ambassadör i Sankt Petersburg och 1881–1895 utrikesminister. Kálnoky von Köröspatak höll fast vid alliansen med Tyskland och hjälpte Bismarck att få med även Italien 1882, så att Trippelalliansen blev ett faktum. Han förde en mot de kristna Balkanstaterna vänlig politik och stödde Bulgarien gentemot Ryssland. Den på grund härav uppkomna misstämningen mellan Österrike-Ungern och Ryssland förstod Kálnoky att övervinna. Hans avgång framkallades av en konflikt med ungerske ministerpresidenten Bánffy angående kyrkopolitiken i Ungern. 1897 blev han livstidsmedlem av österrikiska herrehuset.
Eftersom han inte ville dra på sig ytterligare minoritetsproblem inom riket, tackade han dock nej när kung Milan av Serbien erbjöd sig att sälja sitt land till Österrike-Ungern.
1885 utnämndes han till riddare av Serafimerorden.